# マイティジャック
『マイティジャック』 (Mighty Jack、通称：MJ、番組内ではM.J.と表記) は、1968年4月6日から同年6月29日にかけて、フジテレビで毎週土曜20:00 - 20:56 (JST) にて放送された円谷特技プロダクション製作のSF特撮テレビ番組と劇中に登場する秘密組織の名称である。
『マイティジャック』全13話の放送終了の後に、番組タイトルを『戦え! マイティジャック』（たたかえ マイティジャック）に変更したものが（放送時間枠も変更）新たに全26話分作られて、同年7月6日から12月28日にかけて毎週土曜19:00 - 19:30 (JST) にて放映された。
万能戦艦マイティ号に乗り込み、悪の組織Qの野望を打ち砕く、秘密組織「MJ（マイティジャック）」の隊員たちの活躍を描く。
本項では『マイティジャック』と『戦え! マイティジャック』について記述する。

## 概要

### 『マイティジャック』
「防衛」「建設」「救助」を目的として民間企業の出資で設立されたマイティジャックと、秘密組織Qの戦いを人間達によるスパイアクションと特撮によるメカニックアクションを盛り込んで描く、円谷プロとフジテレビが制作した国産初の一般向けの1時間枠の大型特撮ドラマ。
ウルトラシリーズや『快獣ブースカ』が子供向きであったのに対し、本作品はターゲットを大人向きにしており、『007』のようなスパイアクションが意識された物語のコンセプトで、国際問題や人権問題、相反する感情の激突など重いテーマをはらんだエピソードが散見され、主演に二谷英明を迎え、製作費も当時としては破格である1000万円強を投入した意欲作であった。
本作品は、東宝映画『海底軍艦』から発展し、同じ円谷英二特技監督で企画されるも未製作に終わった『空飛ぶ戦艦』（1966年）が元になっている。また、メカニック路線となったのは同時期に制作された『ウルトラセブン』と同様にイギリスの特撮番組『サンダーバード』の影響もあるとされる。円谷英二は本作品に並々ならぬ熱意を傾け、この番組のために超高速度撮影の可能な新鋭の映画用35mmミッチェルキャメラを購入。ドックへの注水やMJ号が海上に飛び立つシーンなどの映像で発揮されている。しかし、内容に関しては主演の二谷と円谷特技プロ・フジテレビサイドとの意見の相違が問題となった。特撮番組のイメージが付くことを嫌った二谷は、隊員服とヘルメット姿より背広姿でのシーンを増やして欲しいと要求したり、メカ搭乗シーンでも顔出しのままであるなど制作面での不協和音が画面上でも表面化した。メイン監督も野長瀬三摩地から急遽、小林恒夫に交代する。これまで、助監督出身者やTBS映画部員などを主に監督起用してきた円谷プロとしては、40本以上の劇場映画を撮った経験を持つベテランの投入は初めてのことであった。なお小林と野長瀬は時期は異なるものの、ともに黒澤明門下である。製作第1話は小林がほとんどを撮り直す形となった。『ウルトラQ』以降連続して5つの円谷プロ番組に主力参加していた野長瀬は異例の降板を強いられる形となり、この後12年後の『ウルトラマン80』まで同社の仕事をしていない。また視聴率も平均8.3%と低迷、全26話の予定が半分の全13話で打ち切られることとなった。しかし、セットなどに26回分の予算を全て投入して制作したことから、そのまま終了すると円谷プロに損害が発生することにフジテレビが配慮し、子供向けの『戦え! マイティジャック』として仕切り直すことになった。
第9話「地獄への案内者（ガイド）」の初号試写版「S線を追え」や、第2話「K52を奪回せよ」の編集が異なる未放映分フィルム（Bロールのみ）が現存し、LDソフト化の際に特典映像として公開された。

### 『戦え! マイティジャック』
『マイティジャック』の打ち切り後、放送枠を変更して子供向け30分の特撮ドラマとして再構成され、前作のバジェットを活用した大幅な設定の組み直しが行われた。また担当プロデューサーが『忍者部隊月光』を手掛けた新藤善之に交代。キャストも大幅に入れ替わり『月光』のレギュラーだった山口暁・渚健二が新たに起用されている。スタッフでも『月光』をはじめ、フジテレビの特撮作品に多く携わっている監督の土屋啓之助や、アクショングループ「J・F・A」を起用するなど、フジテレビ側の意向が強く働いた作品となった。
本来全26話予定であった『マイティジャック』は全13話で打ち切られた。30分番組枠となった『戦え! マイティジャック』で「残りの13話分を完全に放送したい」という観点から「1時間番組が30分になった訳だから、放送回数は13回では無く2倍の26回にして欲しい」と円谷特技プロがフジテレビと交渉し、放送期間を2クールにしてもらったとスタッフは証言している。第9話から第11話にかけては、提携局の東海テレビの招きで中部地方ロケが行われた。
マイティ号や敵組織Qの存在などの基本設定は変わらないものの、マイティジャックの位置付けを“国際基金による有志のプロフェッショナル集団”から公的な国際機関「アップル」の下部組織に変更し、レギュラー隊員を11人から5人に変更。2クール目からは毎回怪獣が登場するスタイル「なんでもぞくぞくシリーズ」に、再度の路線変更が行われた。
原則として「敵側にはマイティ号に相当する万能戦艦を配置しない」という文芸上のポリシーが存在する。1クール目では「Q」に続いて「キル」や「ブラッド」など、多彩な謀略組織が登場するが、構成員はすべてQと同じユニフォームを着用している。
実際の作品では第1話でアップルに加わった直後のような台詞があったが、その後第21話のエピソードでは、天田のアップルでの訓練生時代が描かれたように整合性が取れていない、あるいは放送中に設定が変わった部分がある。隊員は各自「ジャッキーカード」というIDカードを所持しており、都内各所の秘密の扉を開けるキーにもなる。「了解!」を示すものとして、「S・M・J!」（“Yes,Sir”と“Mighty Jack”を基にした造語）の合言葉が使われた。また第6話のオープニングより、隊員の役名表示が片仮名（カタカナ）表記に変更されている。
未製作に終わったコメディ作品『ウルトラ・セブン』用のぬいぐるみを用いたバッキーを始め怪獣・宇宙人は改造流用も多い。新造形のザウルスやビッグQの造形は、バッキー同様高山良策の手による。最終話でのQの湖底基地は『ウルトラセブン』未使用カットを一部流用した。

## 登場メカ
全長、速度などのデータ参照：『円谷プロ特撮大鑑』監修：円谷プロダクション、朝日ソノラマ、1988年10月5日、62頁。ISBN 4-257-03252-9。
マイティ号をはじめ、Q側装備も含めた各種メカは特撮美術の成田亨がデザインを担当。

### マイティ号
万能戦艦マイティ号（通称：MJ号）は近代科学の粋を凝らして建造された、飛行・潜水も可能な巨大戦艦である。艦内にはピブリダー（単座小型戦闘機）、コンクルーダー（水空両用多目的戦闘爆撃機）、エキゾスカウト（水空両用特別偵察機）、ハイドロジェットV（海底探査艇）、バギー（2人乗り小型ヘリ）、バンカーH（4人乗り中型ヘリ）、シプリー（海上調査用モーターボート）などが搭載されている。メカの大半は分解された状態で積み込まれており、マイティ号艦内の工場で組み立てられた後、発進する。
造形
艦橋のデザインは重巡洋艦の高雄型がモデル。成田は「大艦巨砲主義は終わった」との考えから戦艦ではなく巡洋艦をモデルとした。
ミニチュアはシチュエーションに合わせて様々な大きさのものが造られ、郡司模型製作所による最大のものは3間（5.4メートル）におよぶ。ドックのシーンでは円谷英二のアイデアにより、艦首を大きくしたパースモデルを用いて巨大感を演出している。
マイティ号のセット内には『ウルトラセブン』の円盤のプロップ、マイティ号のドックには『ウルトラセブン』第14・15話に登場した六甲山防衛センターや神戸ポートタワーのミニチュアが飾られ、わずかにディテールアップされている。逆に敵組織Qの潜水艦コクピットのセットは、『ウルトラセブン』第42話でノンマルトの潜水艦内に流用されている。
2012年に開催された「館長 庵野秀明特撮博物館 ミニチュアで見る昭和平成の技」では、原口智生による3メートルサイズの復元ミニチュアが展示された。このほか、3尺サイズのロングショットモデルも原口により修復されている。
特技監督の有川貞昌の長男は、有川が120センチメートルほどのマイティ号のプロップを自宅に持ち帰って飾っていたが、長男が落として壊したことを証言している。

### その他のメカ
企画書ではこの他にアストランダー（宇宙ロケット）、ハイオクター（MJ専用車）、地底タンク、原子ダコ、光子風船が記載されている。ハイオクターは成田によるデザイン画も存在する。

ピブリダー
主に女性隊員が搭乗する単座小型戦闘機。
『戦え！』では出番が減少するが、第8話「地獄へ行って笑え!」でQの空飛ぶ自動車を撃墜する活躍を見せている。
- 名前は「ピーコック・ブリーダ（孔雀の花嫁）」に由来する。
- ミニチュアは複数サイズが存在する。このうち、ロングショット用のものは原口が有川貞昌から譲り受けている。

コンクルーダー
『MJ』第10・11・13話に登場。水陸両用の多目的ジェット戦闘機。第11話では一部ディテールやマーキングが異なる。
『戦え！』では、ピブリダーに代わり主力戦闘機として活躍している。
- デザインは深田達郎が担当。
- 第10話に登場する模型はパルサ製で、郡司模型が制作した。MJ号艦内の組み立てシーンに登場する機体は比留間伸志、大きなサイズの模型は高木敏喜が制作した。
- 『ウルトラマンメビウス』に登場するガンクルセイダーは、コンクルーダーから取った型で作られている。

エキゾスカウト
水空両用の特別偵察機。海中から空中に自力で飛翔できる推進力を有する。
- 名称は偵察機を意味するスカウトプレーンに「外」を意味する接頭語のEXOを組み合わせたもので、全体の語感をトビウオの学名であるExocoetusに似せることが意識された。
- ミニチュアのうち、小サイズのものは原口が有川から譲り受けている。

ハイドロジェットV
ジェット水流で推進する海底探査艇。

バギー
偵察や潜入に用いられるMJ号に搭載されている小型ヘリコプター。自動操縦が可能。偵察や輸送を目的としているため、非武装。
『戦え！』には未登場。
- 名称は持ち運びできるほどのコンパクトな機体であることから鞄を意味するbagからつけられた。
- デザインは成田亨が担当。
- 大伴が作成した図解では、パイロットシートと後部席の縦列式複座であったが、同じ画面に搭乗した2名を捉えるのが困難になるなどの理由があったと思われ、実際には並列の複座式となった。ローターを回転させると、激しく機体が揺れるため、少しでも揺れを小さくするために、ピアノ線で四方を支えるなどの策をとったが、いずれも決定打にはならず、バンカーHと第10話で交代する形になったという。
- ミニチュアは大小二つのサイズが作られ、ロングショットやMJ号の着艦シーンなどでは小サイズが使用されていた。大サイズはGIジョーを改造した隊員が乗っており、MJマークが機体の横に付いているが、小サイズにはマークが付いていない。機体の製作はブリキからのたたき出しによって郡司模型の後に高木敏喜が外注という形で担当した。
- 2022年現在では、円谷プロの怪獣倉庫では廃棄品となっており、尾翼やローターは欠損し、ボディのみが現存する。

バンカーH
大型のジェットヘリ。
『戦え！』では、バギーに代わりカラーリング違いのバンカーHが準レギュラー・メカとして登場。本作品ではレーザーを搭載した重武装の機体となり、大ダコらと戦った。
- デザインは深田達郎が担当。

シプリー
連絡艇として用いられる特殊モーターボート。
- 成田によるホバークラフト風のデザイン画も存在する。

## 登場人物

### 『マイティジャック』の登場人物
11人いるメンバーは、物語では作戦行動時にMJ号の艦橋にいるメンバーとQの基地に潜入するチームに分かれて進行するため、全員が集合したことはない。
戦闘時には艦載機搭乗時の飛行服としても使用可能なコンバットスーツを着用し、タクティカルジャケットを上に着用する。また、2600mの射程、550mの有効射程を有し、8発の弾丸が弾倉に収められた8mm口径自動式拳銃MJオートマチックハイパワー8を携行している。
当 八郎（）：二谷英明
マイティジャックの隊長。アマチュア登山家で、地図に関しては世界的権威。MJ加入前から矢吹コンツェルンの諜報員を務めていて、滞在していたフランス・パリでQに攫われるも助けられ、MJに加入。普段は東京・銀座の地図屋兼喫茶店「GALILEI」（ガリレー）マスター。天田と路線対立することも。設定年齢38歳。
- 名前の由来は「8チャンネル（フジテレビ）で番組が当たるように」とのスタッフの願望から。

桂 めぐみ（）：久保菜穂子
マイティジャックの諜報員。創設者・矢吹郷之助の秘書。普段は銀座にあるクラブ「J」のママ。設定年齢28歳。
天田 一平（）：南廣
マイティジャックの副長。当と同格であり不在時は隊を指揮する。気象学の権威でもあり、普段はプロゴルファー。設定年齢32歳。
英 健（）：春日章良
MJ号のパイロットの一人。世界的外科医で、専門は心臓外科。普段は、オンボロ三等貨客船の船医。メンバー間のトラブルをも取り持つ知性派。通称「先生」「ドクター」。第12話では捕らわれた天田に代わり隊を指揮した。設定年齢40歳。
村上 譲（）：天本英世
マイティジャックの科学者。火薬・爆薬の専門家であり、化学の権威として尊敬されている。普段は花火屋の主人。通称「博士」。設定年齢60歳。
源田 明（）：二瓶正也
MJ号のパイロットの一人。普段はフリーのテストパイロットやスカイダイビングのインストラクターをしている。通称「ゲン」。設定年齢26歳。
一条 マリ（）：池田和歌子
26ヶ国語の会話が可能な語学の天才。普段は「GALILEI」の助手兼ウェイトレス。勝気で、運動神経が高い。通称「マリちゃん」。第7話で高い狙撃術も見せた。設定年齢21歳。
寺川 進（）：井上紀明
MJ号のパイロットの一人。普段は大学院の研究室助手（電子工学専攻）。冷静で頭脳派で真面目な性格。設定年齢26歳。
玉木 英雄（）：田中淑隆
MJ号のパイロット兼通信士。普段は大学生で、ハム通信のマニア。「早耳の玉」の異名を持つ情報通。第11話にて富井と共にエキゾスカウトに搭乗し、Qの攻撃を受け殉職する。設定年齢19歳。
服部 六助（）：福岡正剛
MJ号の機関員兼動力担当。普段は、自動車修理工場の整備工。ギターと料理が趣味。富井とは名コンビ。通称「六さん」。設定年齢29歳。
富井 満（）：大屋満
MJ号の動力担当。普段は花屋（フラワーショップ・トミー）の主人。服部と仲が良い。通称「トミー」。第11話にて玉木と共に殉職。設定年齢35歳。
川上 登（）：睦五郎
第11話より登場。主に地上活動専門。
弓田 エマ（）：真理アンヌ
第11話より登場。マイティジャックの諜報部員。第12話ではインド舞踊を披露している。
- 演じた真理は『ウルトラマン』第32話出演時と同じ自前のウィッグを着用している。

矢吹 郷之助（）：柳永二郎
矢吹コンツェルン総帥でマイティジャックの創設者。設定年齢68歳。

### 『戦え! マイティジャック』の登場人物
天田 一平（）：南廣
本作品におけるMJの隊長。リンゴが大好物で、持ち歩くことも多い。
- 『戦え！』の企画書では設定年齢34歳とされている。
- 演者の南は俳優への転身前、プロのジャズドラマーであり、第17話では劇中でドラム演奏を披露している。

源田 明（）：二瓶正也
本作品におけるMJの副隊長。機械工学に長けている。お調子者ゆえ天田にとがめられること多数。宇宙人に対しては偏見的な見方をしており、モノロン星人の処遇を巡って今井と対立したこともある。
- 演じた二瓶は『マイティジャック』での源田とは別人のイメージであったと述べている。
- 『戦え！』の企画書では設定年齢25歳とされている。

今井 進（）：山口暁
航空工学の専門家。直情径行な性格。設定年齢23歳。第16話ではモノロン星人と交流を交わす。
- 第11話のアクションシーンは山口自身がノンスタントで演じている。

小川 喜助（）：渚健二
電子工学の専門家。設定年齢22歳。第14話には、漁師である父親（演：植村謙二郎）と弟が登場するが、トラックの運転手だと職業を偽っていた。
最終回でQの団員に撃たれ、任務終了後に殉職する。
江村 奈美（）：江村奈美
火薬・爆発物の専門家。設定年齢19歳。企画書ではハーフであった。
第17話で、発明マニアの従弟・藤才治（演：小瀬朗）が登場。
- 演じる江村は同作の出演を機に芸名を川奈美沙から役名である江村奈美に改名した。また本作品への出演を機に、共演した渚健二と結婚した。

船木 一郎（）：片岡光雄
最終回ラストで殉職した小川の後任として加入。
清水 光夫（）：寺尾信義
船木と共に小川の後任として加入。
ゼネラル 藤井（）：宇佐美淳也
アップル日本支部の総責任者。本名：藤井 泰蔵。
最終話では、自身と共に誘拐されたヒッピーを救助した。

## 『戦え! マイティジャック』の登場怪獣
海魔 大ダコ
第14話に登場。
東シナ海に生息。マイティ号にからみつき、3万ボルトの電流にも耐える。コンクルーダーにミサイルで頭を撃ち抜かれ爆死した。
- 造形物は東宝映画『フランケンシュタインの怪獣 サンダ対ガイラ』に登場した大ダコの流用。

魔従者 ミイラ怪人
第15話に登場。
洋館の地下室で棺の中で眠っていた。エジプトの宝石を取り戻すために殺人を繰り返し宝石を手にいれたミイラが巨大化した姿。マイティジャックの攻撃で両腕を爆破された後、最後は雄たけびを上げて海に飛び込み、体が崩壊した。
- 巨大化時の身長は設定上42メートルだが劇中では全長235メートルのマイティ号より大きくマイティ号を持ち上げるシーンがある。
- 巨大化時のミイラの着ぐるみは『ウルトラマン』に登場したケロニアの流用・改造。

友好宇宙人 モノロン星人
第16話に登場。
宇宙船が故障し奥多摩山中に不時着した。劇中では5体登場する。最後は無事母星へと帰還した。
- 声はテープの早回し加工。着ぐるみは『ウルトラセブン』に登場したゴース星人を赤色にリペイントしたもの。

宇宙猿 パッキー
第16話に登場。
モノロン星人のペット。外見は地球の猿に酷似するが、母星と地球との環境の相違でホルモンバランスに異常を来し巨大化。口から火炎を吐く。奥多摩の村を襲撃し、エキゾスカウトの攻撃によって焼死する。
- 巨大化時の着ぐるみは『快獣ブースカ』の後継作品として金城哲夫が考案していた『ウルトラ・セブン』用に造型された猿人の流用。巨大化前は本物の猿（2種類）を使用した。

天才ロボット ナナちゃん
第17話に登場。
江村隊員の従兄弟・藤才治に作られた意志を持つロボット。Qの残党に捕えられ、催眠術を掛けられ天田を狙う。ヒューズを取り付けると正気に戻り、源田に自分を分解するよう懇願、解体された。
- デザインは鈴木儀雄。

ネス湖怪獣 ザウルス
第18話に登場。
ネス湖に生息していた恐竜（外観は竜脚類に似る）の生き残り。少女アリサにザウルスと名付けられた。落雷で墜落した爆撃機に積んであった水爆3個を飲み込んでしまう。湖底のトンネルの向こうに恐竜が生き残っている楽園があり、そこへアリサを連れて行き、そこに生えていた草を食べて水爆を吐き出した。
- 造形物は着ぐるみ、小型の人形、大型の頭部が製作された。
- デザインは井口昭彦。

『レッドマン』に登場したザウルス
『レッドマン』第44、45、47、48話に登場。オリジナルが首が長く体色はグレーで常時四足歩行なのに対しこちらは首が短く体色は緑色で常時二足歩行である。

植物人間 グレース
第19話に登場。
花島の館に潜む人間植物の首領。

植物人間 プラント
第19話に登場。
植物や人間の姿にもなれるグレースの配下の人間植物。人間に液体を浴びせることで、植物化させる。また、全身緑色の姿になることや巨大な植物になることも可能。

宇宙忍者 ドロン星人
第20話に登場。
マグネチック遊星出身。磁力線を体内に有する宇宙人。分身能力や人間に変身する能力を持つ。アンチマグネチック銃で倒される。
- 着ぐるみは『ウルトラセブン』に登場したシャプレー星人の改造。目は鈴木儀雄が買ってきた皿を貼り付けている。

巨大ロボット ビッグQ（クイーン）
第22話に登場。
マイティジャックに夫や恋人を殺されたQの女たちが作ったロボット。マイティジャックに降伏させるため、その合図として東京タワーに白旗を上げさせるのが目的。劇中では「ロボット」としか呼ばれない。マイティジャックが撒いた油で足止めを食らった際に侵入してきた源田隊員に爆弾を仕掛けられ、彼が脱出した後、天田キャプテンが爆弾のスイッチを押したため、大破した。

神殿怪獣 大ワニ恐竜
第24話に登場。
ハプニング島の神殿にいた。劇中では「恐竜」としか呼ばれない。普段は像のように動かないが外部の人間がルビーをもちだそうとすると動きだす。
- 撮影には本物のワニを使用した。撮影現場を見学していた有川貞昌の長男は、ワニが言うことを聞かず、父親らが撮影に苦労していたことを証言している。小型のミニチュアと暗闇の中で目が光る頭部のみの造形物も制作された。

## スタッフ
- 指導・監修：円谷英二[注 16]
- プロデューサー：守田康司、円谷皐、伊藤康祐、新藤善之（フジテレビ）
- 脚本：関沢新一、若槻文三、池田一朗、柴英三郎、山田正弘、金城哲夫、有高扶桑、小滝光郎、藤直弘、山浦弘靖、代々木忍、田辺虎男、横山保朗、藤川桂介、赤井鬼介、市川森一
- 音楽：冨田勲、宮内國郎[注 17]
- 撮影：森喜弘、鈴木斌（本編）、佐川和夫、中町武、関口政雄（特撮）
- 美術：深田達郎[注 18]、鈴木儀雄（本編）、成田亨、井口昭彦（特撮）
- 造形：郡司模型製作所[注 19]、高山良策[注 20]、高木敏喜[注 21]
- 照明：山口偉治、長洞利和（本編）、小林和夫、岸田九一郎、高野勝也（特撮）
- 記録：新沼比沙子、向山知子、佐久間千枝子、関根ヨシ子、椎塚二三
- 助監督：石井竹彦、難波誠一、東條昭平（本編）、高橋五郎、盛静雄、石黒光一（特撮）
- 操演：沼里貞重、中島徹郎、塚本貞重
- 光学撮影：中野稔
- 編集：小倉昭夫
- 制作主任：斉藤記一郎、水野洋介、熊谷健、上村宏
- 制作担当者：塚原正弘
- 録音：アオイスタジオ、キヌタ・ラボラトリー、松本好正
- 効果：協立音響、西本定正、泉典彦、知久長五郎
- 現像：東京現像所
- 協力：エドワーズ（紳士服メーカー）、スタンダード、富士ゼロックス（現:富士フイルムビジネスイノベーション）
- 擬斗：JFA、上西弘次
- 特技監督：大木淳、佐川和夫、有川貞昌
- 監督：満田かずほ、野長瀬三摩地、柳瀬観、小林恒夫、堀内真直、土屋啓之助、福原博、東條昭平
- 制作：円谷特技プロダクション、フジテレビ
- 提供：サントリー、花王石鹸（現:花王）
- オープニング&劇中および次回予告ナレーター（『マイティジャック』）：中江真司[注 22]
- ナレーター（『戦え! マイティジャック』）[55]：中江真司[注 23]（第1話）、阿知波信介（第12話）、小林恭治（第14話）、谷津勲（第16話）、槐柳二[注 24]（第17話）、野沢那智（第18話）、篠原大作（第19話）、鈴木泰明（第22話）、村越伊知郎（第23・25・26話）

## 主題歌・挿入歌
主題歌「マイティジャックの歌」作詞：清瀬かずほ、作曲：冨田勲、歌：フールサンズ合唱団
第1 - 3話までのオープニング（サブタイトル）ではコーラス無しの演奏バージョンが使われた（間奏部）。第4・6話ではコーラス入りだが間奏の途中からフェードインして歌詞の2番から流した。第5話はコーラス入りで1番の歌詞。第7話以降はオープニング映像が固定されなくなり、間奏の後1番の歌詞という形になった。
挿入歌「進めマイティジャック」作詞：藤川桂介、作曲：冨田勲、歌：上高田少年合唱団、フールサンズ合唱団
劇中で第1話の冒頭、MJのメンバーがマイティ号の試験飛行の招集を受け各地から参集するシーンにおいてカラオケが用いられている。
同「MJの歌」作詞：東京一、作曲：冨田勲、歌：フールサンズ合唱団

## 放映リスト

### マイティジャック
| 放映日       | 放送話数 | 制作話数 | サブタイトル             | 登場メカ、Q幹部 | 脚本              | 監督                  | 特殊技術 | ゲスト                                                                                         |
| ------------ | -------- | -------- | ------------------------ | --- | ----------------- | --------------------- | -------- | ---------------------------------------------------------------------------------------------- |
| 1968年4月6日 | 1        | 5        | パリに消えた男           | - 大型ヘリジェット - 小型戦闘機 スワロー - 矢吹の秘書：応蘭芳 - 検問の警官：エンベル・アルテンバイ - ボス：吉原正皓 | 関沢新一          | 満田かずほ            | 大木 淳  | 中山豊 中江真司                                                                                |
| 4月13日      | 2        | 2        | K52を奪回せよ            | - 小型潜水艦 リトルQ - ベース・サプ - 内藤辰彦：近藤宏 - 吉村：武藤英司 - ボス：友野多介（声：森山周一郎） | 有高扶桑          | 野長瀬三摩地          | 大木 淳  | 斉藤チヤ子 島つかさ 竜崎一郎                                                                   |
| 4月20日      | 3        | 3        | 燃えるバラ               | - 中型戦闘機 フライング・スカイラル - 大型空中母艦 レイブン - バラを買う女：山東昭子 - 警備員（Qのスパイ）：小松英三郎 - 工作員：菊池英一                                                                                                 | 若槻文三          | 野長瀬三摩地          | 大木 淳  | 堤康久 ロバート・ベイン                                                                        |
| 4月27日      | 4        | 7        | 祖国よ永遠なれ!!         | - 電動弾ミサイル - 梅田勇（No.5）：南原宏治 - 梅田の仲間：中村孝雄 | 若槻文三          | 柳瀬 観               | 佐川和夫 | 橘正晃、佐渡絹代、イスマール・ギム中佐：山本耕一                                               |
| 5月4日       | 5        | 9        | メスと口紅               | - 大型潜水艦 スティブラー - 車型潜水艦 - 塚田：森山周一郎 - 新庄誠：鶴賀二郎 - 医師：近江俊輔 - 幹部：大野プロダクション - 草間和子博士：白木マリ                                                                                         | 池田一朗          | 小林恒夫              | 佐川和夫 | 平沢公太郎 ピーター・ウィリアムズ、サイド・ウンガン ブルーノ・ルルュケ、エンベル・アルテンバイ |
| 5月11日      | 6        | 6        | 熱い氷                   | - 中型潜水艦 シャークス - ポータブルシンクロトロン - 大型潜水艦 サブ・ポータムス - 熱い氷を溶かす装置 - ロベール岡村：ジェリー・伊藤 - フリッツ立花：フランツ・グルーベル - ファン・マニエル・ペレス：マイケル・ボサード - 幹部：大野プロ | 柴英三郎          | 柳瀬 観               | 大木 淳  | 湊俊一 ルイヂ・フィダンサー                                                                    |
| 5月18日      | 7        | 4        | 月を見るな!              | - 円盤型空挺 スカイシップ - 糸田博士：高野真二 - アダムス博士：オスマン・ユセフ | 山田正弘          | 野長瀬三摩地          | 佐川和夫 | 松本朝夫 神田隆 上田忠好 内山みどり                                                            |
| 5月25日      | 8        | 8        | 戦慄のオーロラ           | - 大型潜水艦 ミスティ - 関谷豊治：佐原健二 - サブ・ポータムス艦長：戸上城太郎 - 工作員：北村総一郎、遠矢孝信 | 小滝光郎          | 小林恒夫              | 大木 淳  | 斉藤英雄 相原巨典、丸山謙一郎、広元洌 北竜二、小林裕子 藤木悠                                  |
| 6月1日       | 9        | 1        | 地獄への案内者（ガイド） | - 巨鯨型万能戦艦 ホエール - 217号：伊藤久哉 - 久能：高津住男 - 配下：松本染升 - 科学者：アブド・アパナイ | 若槻文三          | 野長瀬三摩地 小林恒夫 | 大木 淳  | 桜井浩子 里木佐甫良、野本礼三、幸田宗丸 勝部義夫、大塚秀男、毛利幸子                           |
| 6月8日       | 10       | 10       | 爆破指令                 | - 高速戦闘機 ブラックアロー - 大型万能戦艦 ジャンボー - 極東ブロック工場長：佐竹明夫 - Qの責任者：サム・ハワード | 金城哲夫          | 満田かずほ            | 佐川和夫 | 滝恵一、阪脩 成合晃 阿部脩 石井富子、野口元夫 エンベル・アルテンバイ 夏木順平                  |
| 6月15日      | 11       | 11       | 燃える黄金               | - 大型潜水母艦 クラッチャー - 運搬用潜水艦 キャリー・サブ - 司令官L：ハロルド・コンウェイ（声：高塔正康） - 電話の声（工作員）：辻村真人 - Qの副官の声：市川治                                                                            | 藤 直弘           | 堀内真直              | 有川貞昌 | 山本廉 渋谷英男、鈴木治夫                                                                      |
| 6月22日      | 12       | 12       | 大都会の恐怖             | - 大型潜水艦 グラッドストン - 沢村貞夫：上野山功一 - 沢村冴子：高毬子 - 黒江：細川俊夫 - 工作員：松島映一、矢田稔 - スパイ：中屋敷鉄也 | 山浦弘靖 代々木忍 | 小林恒夫              | 佐川和夫 | 選千太郎、佐々倉英雄 柄沢英二 大野義幸 河原美波 青戸洋                                         |
| 6月29日      | 13       | 13       | 怪飛行船作戦             | - 要塞飛行船 スカイマンモス - 首領：沼田曜一 - 幹部：安藤敏夫、入江正徳、エンベル・アルテンバイ、加茂嘉久、平浩一、平松慎吾 | 田辺虎男 横山保朗 | 小林恒夫              | 大木 淳  | 野島昭生 松岡きっこ、八代万智子 平田昭彦                                                       |

### 戦え! マイティジャック
| 放映日       | 話数 | サブタイトル                    | 登場メカ、組織、怪獣など | 脚本              | 監督       | 特殊技術 | その他ゲスト                                                          |
| ------------ | ---- | ------------------------------- | --- | ----------------- | ---------- | -------- | --------------------------------------------------------------------- |
| 1968年7月6日 | 1    | かかった罠はぶっ飛ばせ！        | - 秘密組織パック - パックのボス：マイク・ダニン（声：若山弦蔵） - パック団員：尾崎孝二、菊池英一 - パック戦闘員：渡辺高光 - パック28号：サリーダ・ラーマン（声：沢田敏子） - パック戦闘機                                                                     | 藤川桂介          | 土屋啓之助 | 有川貞昌 | 大宮悌二                                                              |
| 7月13日      | 2    | ミニミニ島を爆破せよ！          | - AZ団 - 小島型飛行要塞 - AZ団ボス：南道郎 - AZ団団員：奥村公延 - AZ団戦闘機 アセンダー | 金城哲夫          | 満田かずほ | 佐川和夫 | 川田勝明 福崎和宏 矢崎知紀                                            |
| 7月20日      | 3    | 悪魔の海にとんで行け!!          | - 謎の組織 - 円盤型海底要塞 - 音楽催眠装置 | 山浦弘靖          | 満田かずほ | 佐川和夫 | 浅野進治郎 剣持伴紀 大前亘 内藤綱男                                   |
| 7月27日      | 4    | とられたものはとりかえせ!!      | - 謀略組織 Q - 大型ミサイル クイックシルバー - Qのボスの声：沢りつお - Qのスパイ・有沢：二瓶秀雄 - Qの配下：田尻康博 - セルジア国秘密情報部チーフ：渡辺高光 - セルジア国秘密情報部員：菊池英一 - セルジア国軍戦闘機 ラピッドアール                            | 小滝光郎          | 土屋啓之助 | 有川貞昌 | 二本柳寛 水島健二 神戸君郎 オスマン・ユセフ 橘正晃                    |
| 8月3日       | 5    | マリヤの像を追いかけろ!!        | - 盗賊団 - 盗賊団ボス：永山一夫 - 盗賊団員：国分秋恵、仙波一之、野本礼三 - 盗賊団の武装ヘリ | 赤井鬼介          | 土屋啓之助 | 有川貞昌 | 西田昭市 幸田宗丸 保科三良 ピエール・カラメロ 辻村真人                |
| 8月10日      | 6    | マイティー号でぶちかませ!!      | - 謀略組織 Q - 巨大海底基地 - 潜水艦 V101号艇 - 大型ミサイル - Qのボス：大月ウルフ - Q1号：中井啓輔 | 小滝光郎          | 土屋啓之助 | 有川貞昌 | 石山克己 島田太郎 渡辺高光                                            |
| 8月17日      | 7    | 来るなら来てみろ!!              | - 謀略組織 Q - Q戦闘機 - 水爆輸送機 - Qのボス：今井健二 - Qの配下：尾崎孝二、中村孝雄、向精七 | 小滝光郎          | 東條昭平   | 佐川和夫 | 神戸君郎                                                              |
| 8月24日      | 8    | 地獄へ行って笑え！              | - 秘密組織キル - スーパーカー - 円盤ミサイル - キルのボス：オスマン・ユセフ - ハリィ野口：加藤修 | 藤川桂介          | 福原博     | 大木淳   | 岩城和男 大矢兼臣 小池泰光 上田耕一 高杉哲平 中島元 山本武            |
| 8月31日      | 9    | 地底の悪魔をたたき出せ！        | - 謀略組織 Q - Qのボス：加地健太郎 - Qの配下：尾崎孝二、菊池英一、中岡慎太郎 | 小滝光郎 赤井鬼介 | 土屋啓之助 | 有川貞昌 | 久松保夫                                                              |
| 9月7日       | 10   | 消えた王女の謎を解け!!          | - 暗殺組織 R - Rの武装ヘリ - Rのボス：渡辺高光 - ピエロR69号：藤村俊二 | 小滝光郎 赤井鬼介 | 土屋啓之助 | 有川貞昌 | シリア・ポール 成瀬昌彦 高野浩幸 右田洋子                             |
| 9月14日      | 11   | 甘い爆弾にくらいつけ！          | - 犯罪組織 ブラッド - ブラッド潜水艦艦長：ハンス・ホルネフ - ブラッドのチーフ：永山一夫 - ブラッドの配下：菊池英一、国景子 - 小型ミサイル - ブラッド潜水艦 - 戦闘機 ブラッドプレーン                                                                          | 藤川桂介          | 福原博     | 大木淳   | 浅野進治郎 伊藤信明 斉藤英雄 杉田峻也                                 |
| 9月21日      | 12   | マイティ号を取り返せ!! （前編） | - 謀略組織 Q - Qのボス：吉原正皓 - Q4号：上西弘次 - Qの配下：徳丸完、松本喜臣 - Q3号：万里昌代 - 骸骨（第13話） | 若槻文三 金城哲夫 | 満田かずほ | 佐川和夫 | 森次浩司                                                              |
| 9月28日      | 13   | マイティ号を取り返せ!! （後編） | - 謀略組織 Q - Qのボス：吉原正皓 - Q4号：上西弘次 - Qの配下：徳丸完、松本喜臣 - Q3号：万里昌代 - 骸骨（第13話） | 若槻文三 金城哲夫 | 満田かずほ | 佐川和夫 | 森次浩司                                                              |
| 10月5日      | 14   | 炎の海を乗り越えろ！            | - 海魔 大ダコ | 市川森一          | 土屋啓之助 | 有川貞昌 | 植村謙二郎 向精七 小高まさる 伊藤潤一 渡真二                          |
| 10月12日     | 15   | 死人の館に突進せよ！            | - ミイラ怪人：上西弘次 | 藤川桂介          | 土屋啓之助 | 有川貞昌 | 安藤敏夫 細川俊夫 松本朝夫 松平有加 三條美紀 安田隆                   |
| 10月19日     | 16   | 来訪者を守りぬけ                | - 友好宇宙人 モノロン星人：上西弘次 - モノロン星人の声：矢田耕司 - 宇宙猿 パッキー：田尻康博 - モノロン星人の宇宙船 | 金城哲夫          | 東條昭平   | 佐川和夫 | 立川雄三                                                              |
| 10月26日     | 17   | 逃げたぞ それ行け つかまえろ!!  | - 謀略組織 Q - 人型ロボット ナナちゃん（声：高橋和枝） - Qのボス：里井茂 - Qの配下：大村千吉、鈴木和夫 | 若槻文三          | 満田かずほ | 佐川和夫 | 小瀬朗 土屋靖雄 中村テルミ 吉村栄 小林俊郎とリズムダドポール          |
| 11月2日      | 18   | 水爆恐竜をやっつけろ!!          | - ネス湖怪獣 ザウルス | 山浦弘靖          | 満田かずほ | 佐川和夫 | 久万里由香                                                            |
| 11月9日      | 19   | くいとめろ人間植物園！          | - 植物人間首領 グレース：堀川真智子 - 植物人間 プラント3号：筈見純 - プラント：上西弘次、菊池英一、JFA | 藤川桂介          | 福原博     | 有川貞昌 | 浮田左武郎                                                            |
| 11月16日     | 20   | 宇宙忍者をあばき出せ            | - マグネチック宇宙人 ドロン星人：中岡慎太郎（人間態） - ドロン星閣下の声：鈴木泰明 | 小滝光郎          | 福原博     | 有川貞昌 | 奥村公延 梶健司 広瀬正一 山田圭介 瀬良明 豊田紀雄                     |
| 11月23日     | 21   | 亡霊の仮面をはぎ取れ            | - 謀略組織 Q - 松本隊員：鶴賀二郎 - 母親：田辺和佳子 - 眼科医：山田禅二 - 眼科受付：山本廉 - アップルの医師：古谷敏 - 特殊コンタクトレンズ | 金城哲夫          | 満田かずほ | 佐川和夫 | 久野征四郎 古谷敏 劇団いろは                                          |
| 11月30日     | 22   | 東京タワーに白旗あげろ          | - 謀略組織 Q - 巨大ロボット ビッグQ：上西弘次 - Qのボス：仁木裕子 | 若槻文三          | 東條昭平   | 佐川和夫 | 世志凡太 向精七 安藤敏夫 田村美沙 伊藤昌子 安藤純子 杉まり子 千葉裕子 |
| 12月7日      | 23   | 殺し屋レディをマークしろ！      | - 暗殺団 - 暗殺団ボス：関国麿 - 爆撃機 | 山浦弘靖          | 土屋啓之助 | 有川貞昌 | 加茂良子 サラム・カーン                                               |
| 12月14日     | 24   | ハプニング島へ進路とれ!!        | - 大ワニ恐竜 | 市川森一          | 土屋啓之助 | 有川貞昌 | 菊池英一 山口譲 伊藤信明 米岡雅子                                     |
| 12月21日     | 25   | 希望の空へとんで行け！（前編）  | - 謀略組織 Q - Qのボス・タワラジ・カン：真山知子 - Q日本支部副長・チン：当銀長太郎 - Qの戦闘員：尾崎孝二（25話のみ） - ジャンボー型大型戦艦（25話のみ） - 水陸両用ベンツ（25話のみ） - 爆撃機（26話のみ） - 双胴型ヘリ（26話のみ） - 巨大湖底基地（26話のみ） | 金城哲夫          | 満田かずほ | 佐川和夫 | 土屋靖雄 和田良子 中村上治 三重街恒二 阿知波信介（25話のみ）          |
| 12月28日     | 26   | 希望の空へとんで行け！（後編）  | - 謀略組織 Q - Qのボス・タワラジ・カン：真山知子 - Q日本支部副長・チン：当銀長太郎 - Qの戦闘員：尾崎孝二（25話のみ） - ジャンボー型大型戦艦（25話のみ） - 水陸両用ベンツ（25話のみ） - 爆撃機（26話のみ） - 双胴型ヘリ（26話のみ） - 巨大湖底基地（26話のみ） | 金城哲夫          | 満田かずほ | 佐川和夫 | 土屋靖雄 和田良子 中村上治 三重街恒二 阿知波信介（25話のみ）          |

## 放送局
- フジテレビ：土曜 20:00 - 20:56 → 土曜 19:00 - 19:30（『戦え! 』）
- 青森テレビ（1972年に30分枠で放送）：金曜 18:00 - 18:30[66]
- 秋田放送（1972年に30分枠で放送）：火曜 17:30 - 18:00[67]
- 山形テレビ（1971年に30分枠で放送）：火曜 18:00 - 18:30[68]
- 仙台放送：土曜 20:00 - 20:56（『マイティジャック』） → 水曜 18:00 - 18:30（1971年に30分枠で放送[注 33]） [69]
- 福島テレビ（1971年に30分枠で放送）：月曜 - 金曜 17:15 - 17:45[70]
- 東海テレビ
- 関西テレビ
- テレビ西日本

### 再放送
1971年にTBS系で『マイティジャック』と『戦え! マイティジャック』を続ける形での放送が行われた。この際、『マイティジャック』は1話を2本に分割し、30分枠で放映されている。これは、円谷プロダクションが、当時TBSとの契約が切れていなかった『ウルトラマン』をフジテレビ系で放送するに当たっての「交換条件」としてTBSに提供されたものであった。
その後、長らく再放送の機会に恵まれなかったが、今井科学製のプラモデルが長らく販売され続け、1978年には主題歌、BGM、ドラマ名場面などを収録したLPレコードが発売されるなど、空白期間に一応の知名度は維持されていた。
2013年11月、CS放送（チャンネルNECO）にあたって30分枠の紹介番組『究極の円谷特撮！「マイティジャック」のすべて』が制作・放送された。満田かずほ、佐川和夫、原口智生、三池敏夫、福井晴敏、田名部生来（AKB48）が出演。

## パイロットフィルム
制作順第1話と第2話にあたる第9話「地獄の案内者（ガイド）」と第2話「K52を奪回せよ」には放送版とは異なるパイロット版が存在している。2本ともLDボックスの特典映像、DVD第1巻と第4巻の特典映像、DVD BOXのSPECIAL DISCとして収録された。
「K52を奪回せよ」（パイロット版）
Bパートの一部、NGシーンはMJ号が水中から飛び出し、旋回しながら飛ぶシーンなどが異なる。
「S線を追え!」
第9話「地獄への案内者（ガイド）」の母体となった作品。久能が途中で本当に死んでしまう、ラストでホエール艦長がQによって処分されてしまうなど、ストーリーの細部は異なり、本編で使われなかった特撮カットもいくつかある。

## 未制作話
- 東京大空戦
  - 脚本：山田正弘

1967年11月に『PROJECT MJ』として企画書と共に作成された[74]。
- 鉄を喰う虫
  - 脚本：大津皓一

1968年1月から3月にかけて作成された[74]。
- 北回帰線上のアリア
  - 脚本：佐々木守

1968年1月から3月にかけて作成された[74]。
- 星降る夜の陰謀
  - 脚本：有高扶桑

1968年1月から3月にかけて作成された[74]。
- 渦巻く赤血球
  - 脚本：小滝光郎

モニター上映会の結果を踏まえた台本見直しにより作成された[74]。
- 地の塩にきけ
山田正弘による執筆が予定されていたが、諸般の事情により脚本作業自体がキャンセルとなった[75]。
- 長き死者の列
  - 脚本：若槻文三

制作第13回を想定していた作品[75]。

## 映像ソフト
- 過去にビデオソフト、その後にLDボックスが発売された。
- DVD「デジタルウルトラシリーズ マイティジャック」は、2006年1月27日から同年2月24日にかけて発売。全6巻で2話（2巻のみ3話）収録。1 - 3、4 - 最終巻は同時発売となっている。
- 同じく『デジタルウルトラシリーズ 戦え! マイティジャック』も同年3月24日から4月21日にかけて発売。全6巻で1と4が5話、他は4話収録。1 - 3、4 - 最終巻は同時発売となっている。
- 2013年1月に『マイティジャック』、5月に『戦え! マイティジャック』のDVD-BOXが東映ビデオから発売[76]。

## 漫画

### 番組放送当時
- 週刊少年サンデー 1968年15号 - 43号 横山まさみち
- 少年ブック 1968年5月号 - 12月号 森藤よしひろ
- 小学一年生 1968年5月号 - 12月号 井上智、成田マキホ
- 小学二年生 1968年8月号 - 9月号 久松文雄
- 小学三年生 1968年5月号 - 11月号 園田光慶
- 小学四年生 1968年5月号 - 12月号 江波譲二
- 小学五年生 1968年5月号 - 9月号 旭丘光志

### 番組終了後
『マイティジャック THE SHADOW FORCE』（KADOKAWA COMICS 特撮エース、著：熊谷カズヒロ、円谷プロダクション、2005年）
初期のシリアスな要素を中心としたコミカライズ作品。よりマイティジャックの秘密組織としての面を強調し、秘密組織Qとの間で繰り広げられる諜報戦に重点がおかれている。

## 備考
- 三角形を組み合わせたシャープな印象の MJ のマークは、光学撮影技師の中野稔の手によるもので、これは「ツブラヤ」の「ツ」を右肩上がりのイメージを込めて意匠化したもの。本来は円谷特技プロの社章用に中野がデザインしたものである[77]。
- 『マイティジャック』時代はスパイアクションとして「007シリーズ」を意識しており、第1話の当が誘拐されるシーンや第4話のエリジア国ミサイル基地は『007は二度死ぬ』をトレースしている[78]。
- 特撮面では『サンダーバード』を意識していたが[79]、美術の深田達郎や特撮班撮影の稲垣涌三らは後年のインタビューで同作の域には達せなかった旨を述べている[80]。
- 『マイティジャック』第10話の酒場でケンカをする場面に対してスポンサーのサントリーから「サントリーを飲んだ人間は悪酔いはしない」としてクレームがついている[81]。
- 『マイティジャック』第10話の酒場と『戦え!』第26話の小川隊員が命がけで救うヒッピーたちが踊るゴーゴークラブではムスタングによる『ムスタング・ベイビー』が使用されている。
- 『戦え!』第12話・第13話「マイティ号を取り返せ!!（前後編）」に登場した弾 超七（）は、『ウルトラセブン』でモロボシ・ダン役であった森次晃嗣が演じており、名前や言動などが『セブン』のパロディとなっている[82]。森次には『セブン』終了後すぐにオファーがあり[82]、森次の出演が決まったことで前後編になった[81]。
- 特撮の撮影が行われていた栄スタジオでは、爆発音などが騒音になっているとして近隣住民から苦情が寄せられ、110番通報されたり制作担当者が殴られることもあった[83]。その後スタッフと住民側との話し合いにより23時30分ごろから翌朝6時まで爆発は禁止と取り決められた[84]。
- 『ウルトラQ』から助監督として円谷プロ作品に参加していた東條昭平は、『戦え』第7話で監督としてデビューした[85]。